# Стадион Јулиу Бодола
Стадион Јулиу Бодола (рум. Stadionul Iuliu Bodola) је вишенаменски стадион у Орадеи, Румунија. Стадион је домаћи терен ФК Бихор Орадеа. Између 1924. и 1963, затим између 2017. и 2022. био је домаћи терен ЦА Орадеа, а између 1958. и 2016. био је домаћи терен ФК Бихор Орадеа (1958). Стадион има капацитет од 12.376 места за седење, данас ограничен и смањен капацитетса 18.000, пошто је источна трибина затворена. Ранији назив му је био Општински стадион а пре другог светског рата назив је био стадион Карол II Румунски. У новембру 2008. године име је промењено у Јулиу Бодола, по фудбалеру интернационалцу, који је наступао зарепрезентацију Румуније и за репрезентацију Мађарске.

## Events

### Утакмице репрезентације Румуније
| Међународне утакмице | Међународне утакмице          | Међународне утакмице | Међународне утакмице | Међународне утакмице | Међународне утакмице |
| Датум                | Такмичење                     | Домаћин              | Гост                 | Резултат             | Посета               |
| -------------------- | ----------------------------- | -------------------- | -------------------- | -------------------- | -------------------- |
| 11. април 1984.      | Пријатељска утакмица          | Румунија             | Израел               | 0 - 0                | ~30.000              |
| 28. мај 2008         | Квалификације за ЕП 2009. (ж) | Румунија             | Мађарска             | 3 - 1                |                      |
| 12. новембар 2015    | Квалификације за ЕП 2016. У19 | Швајцарска У19       | Андора У19           | 1 - 0                | 203                  |
| 12. новембар 2015    | Квалификације за ЕП 2016. У19 | Румунија У19         | Фарска Острва У19    | 2 - 0                | 1.217                |
| 14. новембар 2015    | Квалификације за ЕП 2016. У19 | Фарска Острва У19    | Швајцарска У19       | 0 - 4                | 41                   |
| 14. новембар 2015    | Квалификације за ЕП 2016. У19 | Румунија У19         | Андора У19           | 2 - 0                | 1.256                |
| 17. новембар 2015    | Квалификације за ЕП 2016. У19 | Швајцарска У19       | Румунија У19         | 3 - 1                | 860                  |